# Südkoreanische Eishockeynationalmannschaft der Frauen
Die südkoreanische Eishockeynationalmannschaft der Frauen ist die nationale Eishockey-Auswahlmannschaft Südkoreas im Fraueneishockey. Im Januar 2011 liegt die Mannschaft auf dem 28. Rang der IIHF-Weltrangliste.

## Geschichte

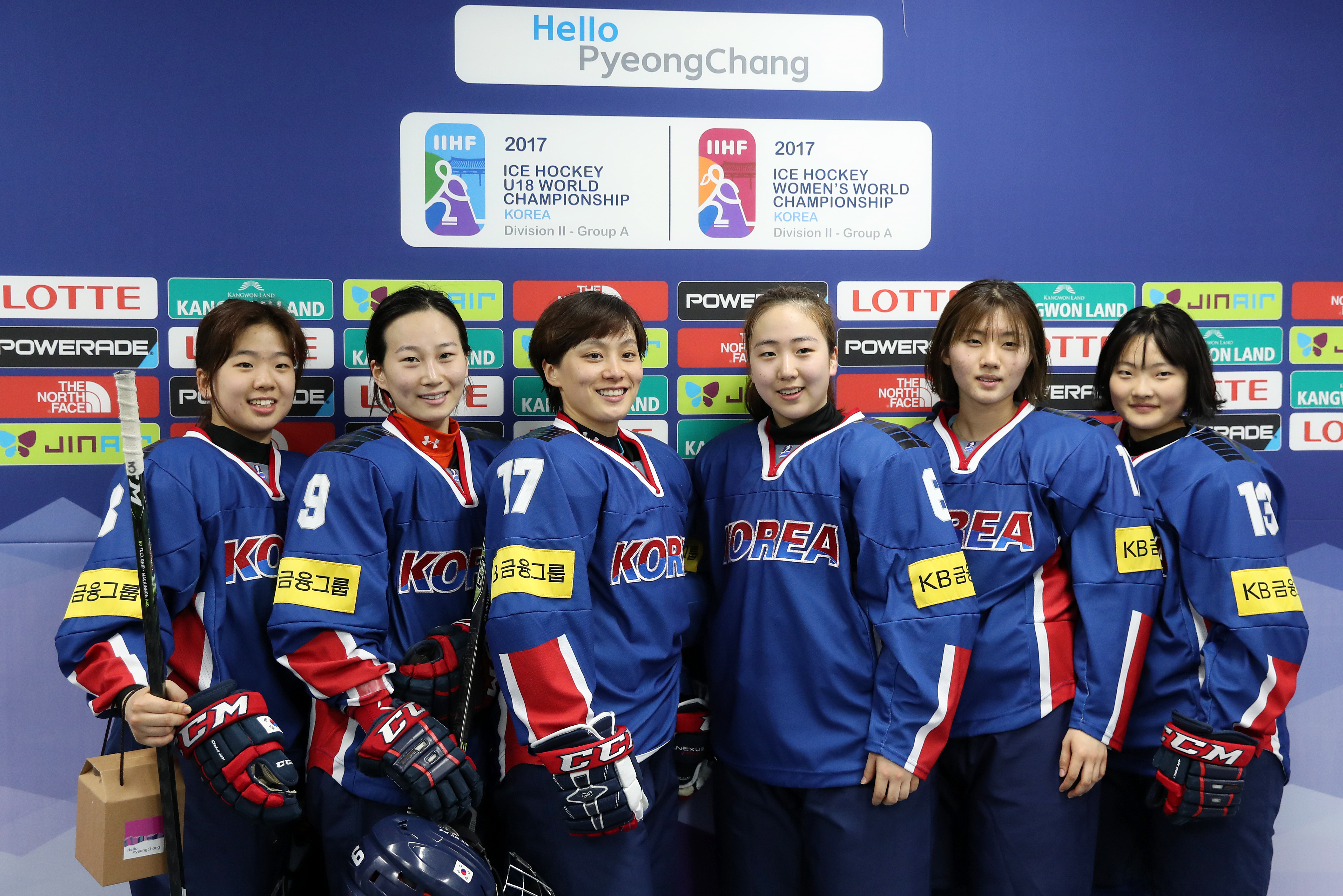
Südkoreanische Spielerinnen bei der Weltmeisterschaft 2017 (Div. IIA)

Die südkoreanische Eishockeynationalmannschaft der Frauen nahm 2004 erstmals an einer Frauen-Weltmeisterschaft teil. Bei ihrer ersten WM-Teilnahme stieg die Mannschaft als Letzter der Division III direkt in die neu gegründete Division IV ab. In dieser gelang den Südkoreanerinnen zwar der direkte Wiederaufstieg in die Division III, jedoch konnte sich die Mannschaft nur zwei Jahre lang in dieser halten und stieg bei der WM 2008 wieder in die Division IV ab.
Da die Divisionen III bis V bei der WM 2009 nicht ausgespielt wurden und 2010 aufgrund der Austragung der Olympischen Winterspiele in Vancouver ohnehin keine Frauen-WM stattfand, bestreitet Südkorea 2011 erstmals nach drei Jahren wieder ein WM-Spiel und trat in der Division IV an, wo sie sich mit dem zweiten Platz etablieren konnte. Aufgrund der Absage mehrerer Mannschaften, spielten sie im Folgejahr in der höheren Division II B, wobei sie den dritten Platz erreichten.
Neben der Teilnahme an den Weltmeisterschaften ist die südkoreanische Frauennationalmannschaft aktiv am Spielbetrieb innerhalb Asiens beteiligt und nimmt regelmäßig an den Asien-Winterspielen teil, bei denen sie allerdings bislang trotz einer geringen Teilnehmeranzahl noch keine Medaillen gewinnen konnte. Im November 2010 trat Südkorea bei der vorgezogenen Austragung des IIHF Challenge Cup of Asia 2011 teil, unterlag den beiden international erfolgreichen Gegnern China und Japan jedoch deutlich und beendete das Turnier auf dem dritten und letzten Platz.

## Platzierungen

### Bei Weltmeisterschaften
- 2004 – 6. Platz Division III (Abstieg in die Division IV)
- 2005 – 1. Platz Division IV
- 2007 – 5. Platz Division III (Aufstieg in die Division III)
- 2008 – 6. Platz Division III (Abstieg in die Division IV)
- 2011 – 2. Platz Division IV
- 2012 – 3. Platz Division IIB
- 2013 – 1. Platz Division IIB (Aufstieg in die Division IIA)
- 2014 – 3. Platz Division IIA
- 2015 – 3. Platz Division IIA
- 2016 – 2. Platz Division IIA
- 2017 – 1. Platz Division IIA (Aufstieg in die Division IB)
- 2018 – 2. Platz Division IB
- 2019 – 2. Platz Division IB
- 2020–2021 – keine Austragung
- 2022 – 5. Platz Division IB
- 2023 – 1. Platz Division IB (Aufstieg in die Division IA)
- 2024 – 6. Platz Division IA (Abstieg in die Division IB)
- 2025 – 5. Platz Division IB

### Beim IIHF Challenge Cup of Asia
- 2011 – 3. Platz
- 2012 – 4. Platz
- 2014 – 3. Platz

### Bei den Winter-Asienspielen
- 1999 – 4. Platz
- 2003 – 5. Platz
- 2007 – 5. Platz
- 2011 – 5. Platz
- 2017 – 4. Platz